# Winner (gruppo musicale)
I Winner (위너?) sono un gruppo musicale sudcoreano formatosi a Seul nel 2014 dalla YG Entertainment.

## Storia

### 2010-2013: prima del debutto
Nel 2010, il leader del gruppo Kang Seung-yoon era un concorrente del programma Superstar K2 posizionandosi al quarto posto. L'anno seguente, ha firmato un contratto con la YG Entertainment e ha fatto il suo debutto come attore nel serial High kick! - Jjarb-eun dari-ui yeokseup. Nel 2013, ha debuttato come artista solista e pubblicato diverse canzoni, incluso il singolo di successo It Rains. Nel 2010, Kim Jin-woo è stato portato in agenzia da Seungri attraverso Joy Dance Plug In Music Academy. Nam Tae-hyun è stato reclutato attraverso un'audizione nel 2011. Lee Seung-hoon ha partecipato al programma K-pop Star nel 2012, posizionandosi al quarto posto. Poco dopo aver firmato con la YG lo stesso anno il 16 maggio. Song Min-ho inizialmente debutta con la Y2Y Contents Company nel gruppo BoM, che si scioglie due anni dopo. Nel 2013, è entrato a far parte della YG Entertainment  attraverso l'audizione, dopo essere stato notato dalla sua apparizione in The Strongest K-pop Survival di Channel A.

### 2013-2014:WIN: Who Is Nexte debutto
Nell'agosto 2013, i cinque apprendisti hanno gareggiato come "Team A" nel programma WIN: Who Is Next. Durante l'episodio finale del 25 ottobre 2013, è stato annunciato che avevano vinto la competizione e avrebbero debuttato come "Winner", e si sarebbero esibiti come gruppo di apertura per il tour giapponese dei Big Bang a partire dal 15 novembre. Dal 13 dicembre, i Winner sono apparsi nel loro programma, Winner TV, webserie di dieci episodi.
Il 1º e 2 marzo 2014 i Winner sono apparsi come ospiti nel tour delle 2NE1 All or Nothing World Tour all'Olympic Arena SK di pallamano del parco olimpico di Seoul Bangidong. Il 17 marzo, la YG riferì che i Winner sarebbero apparsi in altre tappe del secondo tour mondiale delle 2NE1. I Winner si sono esibiti a Hong Kong il 22 marzo, l'11 aprile in Cina, il 26 e 27 aprile a Taiwan, il 17 maggio nelle Filippine e il 24 maggio in Malaysia. Tra giugno e agosto 2014, i membri del gruppo sono stati reintrodotti al pubblico in previsione del loro debutto, attraverso una serie di immagini e video promozionali.
Prima del debutto, il concerto d'esordio del gruppo si è tenuto il 6 agosto, con il loro album 2014 S/S pubblicato digitalmente il 12 agosto e fisicamente il 14 agosto. Il gruppo si è anche esibito al concerto della YG Family il 15 agosto 2014. Dopo diversi ritardi, il gruppo ha debuttato ufficialmente il 17 agosto 2014, e il loro primo spettacolo musicale venne trasmesso da Inkigayo lo stesso giorno, e presto divenne il gruppo più veloce a vincere in uno spettacolo di musica prendendo il primo posto al programma musicale M! Countdown. L'album si classificò al numero uno della Billboard World Albums Chart mentre il loro singolo principale Empty raggiunse un "all-kill" in Corea del Sud, posizionandosi al numero uno della Gaon Chart.
Il 10 settembre, il gruppo pubblicò la versione giapponese del loro album di debutto, 2014 S/S: Japan Collection che raggiunse il numero 2 della Oricon Weekly Album Chart. Il gruppo si imbarcò per il loro primo tour in Giappone l'11 settembre, per poi concludere con successo il tour a Tokyo l'11 ottobre, attirando 50.000 fan in totale. Il 9 dicembre 2014, Fuse ha annunciato i suoi 13 migliori artisti del 2014, con i Winner al numero 11, unici artisti sudcoreani presenti nella lista. Il 17 dicembre Dezed Digital ha pubblicato i loro 20 migliori brani K-pop del 2014 con Winner al numero 10 con Color Ring.

### 2015-2017: attività soliste,Exit:Ee l’abbandono di Taehyun

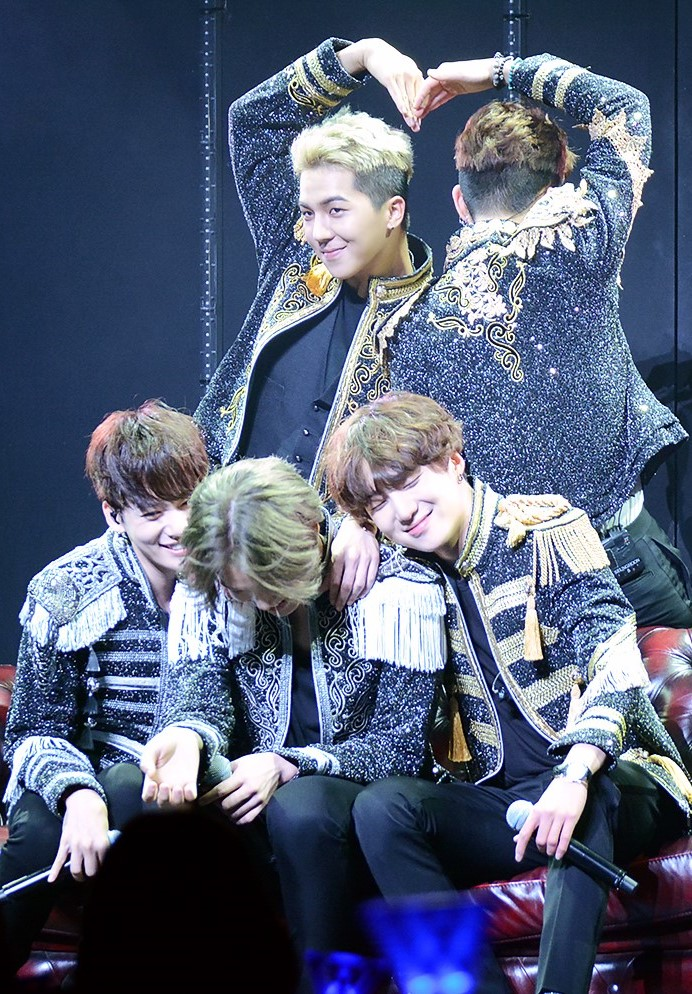
I Winner durante il loro tour Winner Japan Tour 2015 ad Aichi

Nel 2015, il gruppo andò in pausa e i membri perseguirono attività da solisti. Taehyun apparve in diversi ruoli cinematografici, tra cui nel film drammatico Midnight's Girl, Sim-yasikdang e Under the Black Moonlight. Seungyoon tornò a recitare nel film We Broke Up, che accolse oltre 16 milioni di visualizzazioni. Jinwoo apparve nel film drammatico cinese-coreano Magic Cellphone, mentre Mino gareggiò nella quarta stagione del contest rap Me the Money e si classificò secondo. Alcune delle sue uscite digitali del programma hanno avuto successo commerciale, tra cui Fear con Taeyang, che è diventato il singolo più scaricato dello show con oltre un milione di vendite digitali. A settembre, il gruppo iniziò il suo secondo tour in Giappone che si concluse a ottobre con oltre 36.000 partecipanti. A dicembre, venne annunciato che il gruppo sarebbe tornato dalla pausa nel 2016, con un ritorno ripartito su cinque "progetti di pubblicazioni".
La prima uscita del gruppo nel 2016 è stata un duetto con Mino e Taehyun, intitolato Pricked. Sebbene il singolo non sia stato promosso, si è posizionato al numero 2 di MelOn e al numero 1 di iTunes in nove paesi. In vista del ritorno ufficiale del gruppo, una serie di cover musicali delle loro tracce del titolo sono state pubblicate come teaser promozionali, con artisti tra cui Lee Hi, Zion.T, Epik High, Taeyang e G-Dragon. L'EP Exit: E è stato pubblicato il 1 ° febbraio ed è servito come ritorno del gruppo dopo una pausa di 18 mesi dal loro debutto. L'EP ha debuttato al numero 2 della classifica mondiale degli album di Billboard e al numero 3 del la classifica dell'album Heatseekers. I singoli principali Baby Baby e Sentimental hanno superato otto classifiche musicali in Corea e hanno ricevuto un all-kill in tempo reale. Il gruppo ha tenuto il suo primo concerto a Seul, WINNER Exit Tour in Seoul, il 12 e 13 marzo all'Olympic Gymnasiums Arena di Seoul, con fermate aggiuntive a Gwangju, Taegu e Pusan.
Ad aprile, i Winner sono apparsi nello spettacolo Half-Moon Friends. Lo spettacolo era popolare in Cina, ottenendo 75 milioni di visualizzazioni tramite la piattaforma cinese Miaopai. Sono stati anche nominati ambasciatori di celebrità per l'EXPO 2016 del marchio e dell'intrattenimento in Corea del 2016 da KOTRA. A giugno, il gruppo ha iniziato il suo terzo tour giapponese che ha richiamato 36.000 fan in totale.
A giugno, è stato confermato che Mino avrebbe fatto squadra con Bobby, membro degli Ikon, per pubblicare un album insieme. Il loro gruppo chiamato Mobb, pubblicò 2 canzoni, Hit me e Full House il 9 settembre. Il 31 agosto, fu rivelato che Seunghoon si sarebbe unito al nuovo spettacolo di cucina e viaggi Eat Sleep Eat. Lo spettacolo è stato girato a Krabi, in Thailandia, andato in onda a partire dal 30 novembre. Il 12 ottobre, la YG Entertainment ha annunciato che Taehyun avrebbe preso una pausa dal gruppo. Il 25 novembre fu annunciato l'abbandono Taehyun dal gruppo. Fu deciso che i Winner avrebbero continuato come gruppo di quattro membri, senza aggiunta di nuovi membri.
A novembre, Jinwoo è stato annunciato come leader nella produzione di The Little Prince dalla Korea National Contemporary Dance Company. È il primo idol K-pop a far parte della produzione di danza contemporanea. Inoltre, è stato annunciato che Seungyoon e Jinwoo avrebbero recitato nel film Love for a Thousand More. Il web drama è una produzione congiunta della CJ E&M, YG Entertainment e YGKPlus. Nello stesso mese, è stato confermato che Seungyoon si sarebbe unito alla Flower Crew dopo il ritiro dei membri dei Sechs Kies, Eun Ji-won e Lee Jai-jin dallo spettacolo. Mino si è anche unito al cast di New Journey to the West nelle riprese per la terza stagione. Le riprese sono iniziate a novembre in Cina e lo spettacolo è andato in onda a partire dall'8 gennaio e si è concluso il 12 marzo 2017. A dicembre, Mino ha anche partecipato ad un progetto hip-hop "Great Inheritance". Ha eseguito la canzone Shoot del famoso generale Lee Soon-shin con Haha.

### 2018:Our Twenty Fore Everywhere World Tour
Il 7 febbraio 2018 i Winner pubblicarono il loro primo album in studio giapponese, "Our Twenty For", che comprende nuove canzoni giapponesi, "Raining" e "Have a Good Day". Poco dopo, il gruppo iniziò il suo terzo tour in Giappone, "We'll Always Be Young". Il 4 aprile, i Winner pubblicarono il loro secondo album in studio Everyday con il singolo principale "Everyday", composto da dodici canzoni tra cui le versioni coreane di "Raining" e "Have a Good Day". Il video della canzone è stato registrato dal regista Dave Meyers, che ha lavorato per altri artisti tra cui Ariana Grande. Il 17 giugno, i Winner hanno tenuto con successo il loro incontro con i fan, "WWIC 2018", a 3 anni dalla loro ultima tappa privata nel 2015. In totale sono stati venduti 6.000 biglietti. Il 4 luglio, i Winner hanno annunciato il loro primo tour mondiale, Everywhere, a partire da Seoul il 19 agosto, seguito da sette tappe in tutta l'Asia. Il tour è ripreso a gennaio 2019 con un bis Seul. Lo stesso mese, i Winner hanno ramificato il loro tour Everywhere nel tour in Nord America a partire da Seattle, seguito da altre sei città tra cui Los Angeles, Dallas e Toronto. Il 26 novembre, Mino ha fatto il suo debutto da solista con l'album in studio XX, trainato dal brano principale Fiancé. Il brano ha anche superato le classifiche digitali e di streaming della Gaon per il mese di dicembre. Il 19 dicembre, il gruppo è tornato con l'album singolo Millions . Il singolo ha raggiunto la seconda posizione sulla Gaon Chart.

### 2019:We,Crosse il Cross Tour
Il 15 maggio 2019 il gruppo ha pubblicato il secondo EP We, accompagnato dal brano principale Ah Yeah. Il singolo ha ricevuto recensioni positive da parte del pubblico per i suoi bei testi che sublimano le emozioni realistiche di una rottura dal cuore freddo, creando in definitiva una canzone di separazione allegra. Alla fine, Ah Yeah raggiunse il numero due su Gaon, mentre l'EP al numero uno, vendendo oltre 129.000 copie fisiche. Si sono esibiti per la prima volta in onda con "Ah Yeah" il 18 maggio al programma Show! Eum-ak jungsim. Il 29 giugno, il gruppo ha tenuto con successo il proprio concerto privato, WWIC 2019. Lo spettacolo si è tenuto due volte nello stesso giorno al Jang Chung Gymnasium, di Seul. Il 3 luglio, i Winner hanno iniziato i loro tour del 2019 in Giappone, iniziando con il loro concerto al Nakano Sun Plaza di Tokyo e terminando il 16 settembre al Marine Messe di Fukuoka. Il tour ha raccolto un pubblico totale di 50.000 partecipanti in otto città. Il 14 agosto Kim Jin-woo è diventato il terzo membro dei Winner a pubblicare una canzone da solista dopo Kang Seung-yoon e Mino. Kim ha fatto il suo debutto da solista con l'album singolo Jinu's Heyday, trainato dal brano principale Call Anytime in collaborazione con Mino. Il singolo album rappresentava il numero due della Gaon Chart vendendo oltre 50.000 copie fisiche nella prima settimana.
Il 23 ottobre I Winner hanno pubblicato il loro terzo EP Cross, seguito dal loro brano principale Soso in vista del Cross Tour. Il video musicale per il singolo principale è stato acclamato e apprezzato per il suo talento artistico e simbolico. Attraverso questo ritorno, i Winner si sono nuovamente allontanati dai confini del "K-pop" e ha fatto quella che è considerata una "anomalia" nel settore, qualcosa che in precedenza era stato fatto anche dalle  2NE1 con il brano "Missing You". Con il loro tour asiatico, iniziato a Seul il 26 ottobre, il tour ha visitato nove città in tutta l'Asia proseguendo fino al febbraio 2020. Successivamente, è stato rivelato che la loro tappa a Singapore è stata annullata a causa del recente scoppio del coronavirus in tutto il mondo, presto ha anche seguito la cancellazione di il loro concerto del bis di Seul.

### 2020:Remembere arruolamento militare
Il 26 marzo 2020 il gruppo ha pubblicato il singolo Hold, in cui è stato classificato il numero uno su più piattaforme musicali della Corea del Sud, tra cui Naver, Bugs e Soribada. Il video musicale ha attirato l'attenzione per la sua trama spiritosa e divertente in cui Lee Su-hyun degli AKMU ha interpretato la sorellina del gruppo. I Winner hanno avviato una "Ddeum Challange" su TikTok che è diventata la sfida di tendenza numero uno in Corea del Sud. Le celebrità che hanno partecipato includono Sandara Park delle 2NE1, la modella Hyoni Kang, Seunghun e Hyunsuk dei CIX e molte altre. In vista del quarto album in studio del gruppo il 9 aprile, Kim Jin-woo è diventato il primo membro a arruolarsi per la sua arruolamento militare obbligatoria il 2 aprile ed è destinato a dimettersi il 1º gennaio 2022, interrompendo così temporaneamente tutte le attività come gruppo completo. l L'album in studio intitolato Remember contiene 8 nuove canzoni, con l'omonimo singolo principale, "Remember" insieme a 4 brani ri-registrati dall'album di debutto 2014 S/S.
Dopo Jinu, Lee Seung-hoon è diventato il secondo membro ad arruolarsi il 16 aprile.

## Formazione
Attuale
- Kang Seung-yoon (강승윤) – leader, voce (2014-presente)
- Jinu (지누) – voce (2014-presente)
- Hoony (후니) – voce, rap (2014-presente)
- Mino (민호) – voce, rap (2014-presente)

Ex componenti
- Nam Tae-hyun (남태현) – voce (2014-2016)

## Discografia

### Album in studio
- 2014 – 2014 S/S
- 2018 – Our Twenty For
- 2018 – Everyday
- 2020 – Remember

### EP
- 2016 – Exit : E
- 2019 – We
- 2019 – Cross
- 2022 – Holiday

### Compilation
- 2020 – Winner The Best Song 4 U

### Live
- 2016 – 2016 Winner Exit Tour In Seoul Live CD
- 2019 – Winner 2019 Cross Tour In Seoul

### Singoli
- 2017 – Fate Number For
- 2017 – Our Twenty For
- 2018 – Millions

## Filmografia
- Win: Who Is Next (2013)
- Winner TV (2013-2014)
- Half-Moon Friends (2016)
- Youth Over Flowers (2017)
- Amigo TV (2018)
- YG Future Strategy Office (YG전자?, YG jeonjaLR) – webserie, episodio 3 (2018)

## Tournée
- 2014 – Zepp Tour in Japan
- 2015 – Japan Tour
- 2017 – Exit Tour
- 2018 – Japan Tour 2018 ~We'll always be young~
- 2018-2019 – Everywhere World Tour
- 2019-2020 – Cross Tour